# Théorie analytique des nombres

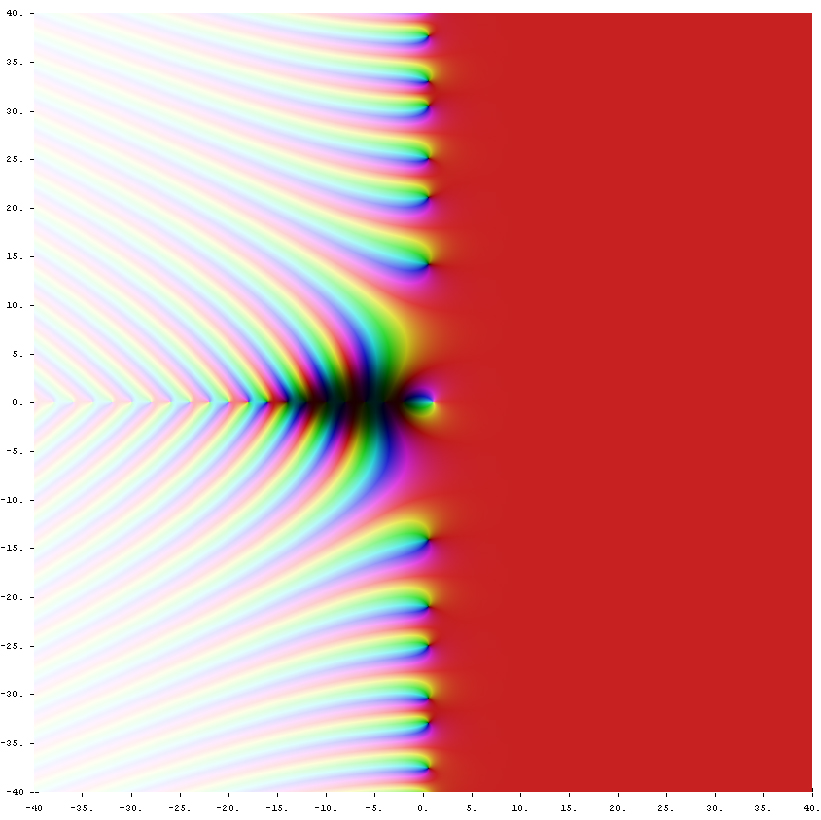
La fonction zêta de Riemann ζ(s) dans le plan complexe. La couleur d'un point s code la valeur de ζ(s) : les couleurs proches du noir indiquent des valeurs proches de zéro, alors que la teinte code l'argument de la valeur.

En mathématiques, la théorie analytique des nombres est une branche de la théorie des nombres qui utilise des méthodes d'analyse mathématique pour résoudre des problèmes concernant les nombres entiers. On considère souvent qu'elle a commencé en 1837, avec l'introduction par Peter Gustav Lejeune Dirichlet de ses fonctions L pour donner la première preuve de son théorème de la progression arithmétique,. Elle est connue pour ses résultats sur les nombres premiers (impliquant le théorème des nombres premiers et la fonction zêta de Riemann) et la théorie additive des nombres (tels que la conjecture de Goldbach et le problème de Waring).

## Branches de la théorie analytique des nombres
La théorie analytique des nombres peut être divisée en deux branches principales, plus par le type de problèmes qu'elles tentent de résoudre que les différences fondamentales dans leurs techniques.
- La théorie multiplicative des nombres traite de la distribution des nombres premiers, ou l'estimation du nombre de nombres premiers dans un intervalle, et inclut le théorème des nombres premiers et le théorème de Dirichlet sur les progressions arithmétiques.
- La théorie additive des nombres s'intéresse à la structure additive des entiers, par exemple à la conjecture de Goldbach selon laquelle tout entier pair supérieur à 3 est la somme de deux nombres premiers. L'un des principaux résultats de la théorie additive est la solution du problème de Waring.

## Histoire

### Précurseurs
Une grande partie de la théorie analytique des nombres a été inspirée par le théorème des nombres premiers. Soit π(x) la fonction de compte des nombres premiers qui donne le nombre de nombres premiers inférieur ou égaux à x, pour tout nombre réel x. Par exemple, π(10) = 4 car il y a quatre nombres premiers (2, 3, 5 et 7) inférieurs ou égaux à 10. Le théorème des nombres premiers indique alors que x / ln(x) est une bonne approximation de π(x), en ce sens que la limite du quotient des deux fonctions π(x) et x / ln(x) lorsque x tend vers l'infini est 1 :
{\displaystyle \lim _{x\to \infty }{\frac {\pi (x)}{x/\ln(x)}}=1.}
Adrien-Marie Legendre avait conjecturé en 1797 que π(a) est approché par la fonction a/(A ln(a) + B), où A et B sont des constantes non spécifiées. Dans la deuxième édition de son livre sur la théorie des nombres (1808), il a ensuite fait une conjecture plus précise, avec A = 1 et B = –1,08366. Carl Friedrich Gauss avait déjà considéré cette question : en 1792 ou 1793, selon son propre souvenir presque soixante ans plus tard dans une lettre à Encke (1849), il a écrit sur sa table de logarithmes (il avait alors 15 ou 16 ans) la note brève « Primzahlen unter {\displaystyle a(=\infty ){\frac {a}{\ln a}}} ». Mais Gauss n'a jamais publié cette conjecture. En 1838, Peter Gustav Lejeune Dirichlet propose sa propre fonction d'approximation, le logarithme intégral li(x). Les deux formules de Legendre et de Dirichlet impliquent la même équivalence asymptotique conjecturée de π(x) et x / ln(x) mentionnée ci-dessus, bien que l'approximation de Dirichlet soit considérablement meilleure si l'on considère les différences, plutôt que les quotients.

### Dirichlet
C'est généralement à Dirichlet qu'on attribue la création de la théorie analytique des nombres, un domaine dans lequel il a démontré plusieurs résultats profonds et a introduit des outils fondamentaux, dont beaucoup ont été nommés plus tard d'après lui. En 1837, il publie le théorème de la progression arithmétique, en utilisant des concepts d'analyse mathématique pour aborder un problème d'algèbre et ainsi créer la branche de la théorie analytique des nombres. En prouvant ce théorème, il introduit ses caractères et ses fonctions L,. En 1841, il généralise son théorème sur les progressions arithmétiques à l'anneau {\displaystyle \mathbb {Z} [\mathrm {i} ]} des entiers de Gauss.

### Tchebychev
Dans deux articles de 1848 et 1850, le mathématicien russe Pafnouti Tchebychev a tenté de prouver le théorème des nombres premiers. Son travail est remarquable pour l'utilisation de la fonction zêta ζ(s) (pour s réel, comme les travaux de Leonhard Euler, en 1737) précédant le célèbre mémoire de Riemann de 1859, et il réussit à prouver une forme légèrement plus faible du théorème, à savoir que si la limite de π(x)/(x/ln(x)) lorsque x tend vers l'infini existe, alors elle est nécessairement égale à 1 et en donnant par ailleurs un encadrement asymptotique de ce quotient entre deux constantes très proches de 1. Bien que l'article de Tchebychev ne prouve pas le théorème des nombres premiers, ses estimations de π(x) étaient assez fortes pour prouver le postulat de Bertrand, selon lequel il existe un nombre premier entre n et 2n pour tout entier n ≥ 2.

### Riemann
| « …es ist sehr wahrscheinlich, dass alle Wurzeln reell sind. Hiervon wäre allerdings ein strenger Beweis zu wünschen; ich habe indess die Aufsuchung desselben nach einigen flüchtigen vergeblichen Versuchen vorläufig bei Seite gelassen, da er für den nächsten Zweck meiner Untersuchung entbehrlich schien. » | « …il est très probable que toutes les racines sont réelles. Il serait à désirer, sans doute, que l’on eût une démonstration rigoureuse de cette proposition ; néanmoins j’ai laissé cette recherche de côté pour le moment après quelques rapides essais infructueux, car elle paraît superflue pour le but immédiat de mon étude.. » |

Bernhard Riemann a fait de célèbres contributions à la théorie analytique des nombres. Dans le seul article qu'il ait publié sur le sujet de la théorie des nombres, Sur le nombre de nombres premiers inférieurs à une taille donnée, il étudie la fonction zêta de Riemann et établit son importance pour la compréhension de la distribution des nombres premiers. Il a fait une série de conjectures sur les propriétés de la fonction zêta, dont l'une est l'hypothèse de Riemann.

### Hadamard et de la Vallée-Poussin
En prolongeant les idées de Riemann, deux preuves du théorème des nombres premiers furent obtenues indépendamment par Jacques Hadamard et Charles Jean de la Vallée-Poussin et parurent la même année (1896). Les deux démonstrations utilisaient des méthodes d'analyse complexe, établissant comme lemme principal que la fonction zêta de Riemann ζ(s) est non nulle pour toutes les valeurs complexes de partie réelle 1 et de partie imaginaire strictement positive.

### Développements récents
Le développement technique le plus important après 1950 a été le développement de la théorie des cribles, en particulier dans les problèmes multiplicatifs. Ceux-ci sont de nature combinatoire, et assez variés. La branche de la théorie combinatoire a été fortement influencée par la théorie analytique des nombres sur les limites supérieures et inférieures. Un autre développement récent est la théorie probabiliste des nombres, qui utilise des méthodes de la théorie des probabilités pour estimer la distribution des fonctions théoriques des nombres, telles que le nombre de diviseurs d'un nombre.
Les développements en théorie analytique des nombres sont souvent des raffinements de techniques antérieures, qui réduisent les termes d'erreur et élargissent leur champ d'applicabilité. Par exemple, la méthode du cercle de Hardy et Littlewood a été conçue comme s'appliquant aux séries de puissance près du cercle unité dans le plan complexe ; il est maintenant pensé en termes de sommes exponentielles finies. Les domaines de l'approximation diophantienne et de la théorie des corps se sont étendus au point que leurs techniques soient applicables à la conjecture de Mordell.

## Problèmes et résultats
Les théorèmes et les résultats de la théorie analytique des nombres tendent à ne pas être des résultats structuraux exacts sur les entiers. Au lieu de cela, ils donnent des limites et des estimations pour diverses fonctions, comme l'illustrent les exemples suivants.

### Théorie multiplicative des nombres
Euclide a montré qu'il existe une infinité de nombres premiers. Une question importante est de déterminer la distribution de ceux-ci ; c'est-à-dire une description approximative du nombre de nombres premiers qui sont plus petits qu'un nombre donné. Gauss, entre autres, après avoir calculé une grande liste de nombres premiers, a conjecturé que le nombre de nombres premiers inférieur ou égaux à un grand nombre N était proche de la valeur de l'intégrale
{\displaystyle \int _{2}^{N}{\frac {1}{\ln t}}\,\mathrm {d} t}.
En 1859, Bernhard Riemann utilisa l'analyse complexe, et une fonction connue sous le nom de fonction zêta de Riemann, pour dériver une expression analytique du nombre de nombres premiers inférieurs ou égaux à un nombre réel x. Le terme principal dans la formule de Riemann était exactement l'intégrale ci-dessus, donnant du poids à la conjecture de Gauss. Riemann a trouvé que les termes d'erreur dans cette expression, et donc la manière dont les nombres premiers sont distribués, sont étroitement liés aux zéros complexes de la fonction zêta. En utilisant les idées de Riemann, Jacques Hadamard et Charles Jean de la Vallée-Poussin ont démontré la conjecture de Gauss. En particulier, ils ont prouvé le théorème des nombres premiers. C'est un résultat central en théorie analytique des nombres. Autrement dit, compte tenu d'un grand nombre N, le nombre de nombres premiers inférieurs ou égaux à N vaut environ N/ln(N). Plus généralement, la même question peut être posée sur le nombre de nombres premiers dans toute suite arithmétique an + b pour tout entier n. Dans l'une des premières applications des techniques de la théorie analytique des nombres, Dirichlet a prouvé que toute suite arithmétique avec a et b premiers entre eux contient une infinité de nombres premiers. Le théorème des nombres premiers peut être généralisé à ce problème ;
soit
{\displaystyle \pi (x,b,a)=({\text{nombre de nombres premiers }}p\leq x{\text{ tels que }}p{\text{ figure dans la progression arithmétique }}an+b,n\in \mathbb {Z} )},
alors, si a et b sont premiers entre eux,
{\displaystyle \lim _{x\to \infty }{\frac {\pi (x,b,a)}{x/\log x}}={\frac {1}{\varphi (a)}}}
où {\displaystyle \varphi } désigne l'indicatrice d'Euler.
Il y a aussi beaucoup de conjectures en théorie des nombres dont les preuves semblent trop difficiles pour les techniques actuelles, telles que la conjecture des nombres premiers jumeaux qui conjecture une infinité de nombres premiers p tels que p + 2 soit aussi premier. En supposant la conjecture d'Elliott-Halberstam vraie, il a été récemment démontré qu'il y existe une infinité de nombres premiers p tels que p + k soit premier pour au moins un k ≤ 12.

### Théorie additive des nombres
L'un des problèmes les plus importants de la théorie additive des nombres est le problème de Waring, qui consiste à déterminer s'il est possible, pour tout k ≥ 2, d'écrire n'importe quel nombre entier positif comme la somme d'un nombre borné de puissances k,
{\displaystyle n=x_{1}^{k}+\cdots +x_{\ell }^{k}}.
Le cas des carrés (k = 2) a été traité par Lagrange en 1770, qui a prouvé que tout entier positif est la somme d'au plus quatre carrés. Le cas général a été prouvé par Hilbert en 1909. Une percée importante a été l'application d'outils analytiques au problème par Hardy et Littlewood. Ces techniques sont connues sous le nom de méthode du cercle, et donnent des majorations explicites de la fonction G(k), le plus petit nombre de puissances k nécessaires, comme
{\displaystyle G(k)\leq k(3\ln k+11)}.

### Problèmes diophantiens
Les équations diophantiennes concernent les solutions entières d'équations polynomiales : on peut étudier la distribution des solutions, c'est-à-dire compter les solutions selon une certaine mesure de « taille ».
Un exemple important est le problème du cercle de Gauss, qui demande les points à coordonnées entières (x, y) qui satisfont
{\displaystyle x^{2}+y^{2}\leq r^{2}}.
En termes géométriques, étant donné un disque de rayon r centré sur l'origine dans le plan, le problème est de savoir combien de points se trouvent dans le disque ou sur son bord. Il n'est pas difficile de prouver que la réponse est π r2 + E(r), pour une certaine fonction E telle que {\displaystyle \lim _{r\to +\infty }{\frac {E(r)}{r^{2}}}=0}. Encore une fois, la difficulté du problème réside dans l'obtention de majorants plus fins de l'erreur E(r).
Gauss a montré que E(r) = O(r). Sierpiński montre, en 1906, que E(r) = O(r2/3). En 1915, Hardy et Landau ont chacun montré que l'on n'a pas E(r) = O(r1/2). En 2000, Martin Huxley (en) a montré que E(r) = O(r131/208), qui est le meilleur résultat publié aujourd'hui.

## Méthodes de la théorie analytique des nombres

### Série de Dirichlet
L'un des outils les plus utiles en théorie multiplicative des nombres est les séries de Dirichlet, qui sont des fonctions à variable complexe définie par une série de la forme
{\displaystyle f(s)=\sum _{n=1}^{\infty }a_{n}n^{-s}}.
Selon le choix des coefficients {\displaystyle a_{n}}, cette série peut converger partout, nulle part ou sur un demi-plan. Dans de nombreux cas, même lorsque la série ne converge pas partout, la fonction holomorphe qu'elle définit peut être prolongée analytiquement en une fonction méromorphe sur l'ensemble du plan complexe. L'utilité de telles fonctions dans les problèmes multiplicatifs peut être vue dans l'identité formelle
{\displaystyle \left(\sum _{n=1}^{\infty }a_{n}n^{-s}\right)\left(\sum _{n=1}^{\infty }b_{n}n^{-s}\right)=\sum _{n=1}^{\infty }\left(\sum _{k\ell =n}a_{k}b_{\ell }\right)n^{-s}} ;
les coefficients du produit de deux séries de Dirichlet sont donc les convolutions des coefficients d'origine. En outre, des techniques telles que la sommation par parties et les théorèmes taubériens peuvent être utilisées pour obtenir des informations sur les coefficients à partir d'informations analytiques sur la série de Dirichlet. Ainsi, une méthode courante pour estimer une fonction multiplicative est de l'exprimer comme une série de Dirichlet (ou un produit de séries de Dirichlet plus simples en utilisant des identités de convolution) et d'examiner cette série comme une fonction complexe.

### Fonction zêta de Riemann
Euler a montré que le théorème fondamental de l'arithmétique implique le produit eulérien
{\displaystyle \sum _{n=1}^{\infty }{\frac {1}{n^{s}}}=\prod _{p}^{\infty }{\frac {1}{1-p^{-s}}}{\text{ pour }}s>1\,\,\ (p{\text{ premier)}}}.
La preuve d'Euler de l'infinité des nombres premiers utilise la divergence du terme à gauche pour s = 1 (la série harmonique), un résultat purement analytique. Euler a également été le premier à utiliser des arguments analytiques dans le but d'étudier les propriétés des entiers, notamment en construisant des séries génératrices. Ce fut le début de la théorie analytique des nombres. Plus tard, Riemann a considéré cette fonction pour des valeurs complexes de s et a montré que cette fonction peut être étendue sur tout le plan complexe avec un pôle en s = 1. Cette fonction est maintenant connue sous le nom de fonction zêta de Riemann ζ(s). Dans son article de 1859, Riemann conjectura que tous les zéros « non triviaux » de ζ reposaient sur la droite {\displaystyle \Re (s)=1/2} mais n'a jamais fourni une preuve de cette déclaration. Cette conjecture, appelée l'hypothèse de Riemann, a de nombreuses implications profondes en théorie des nombres ; beaucoup de théorèmes importants ont été prouvés en supposant qu'elle est vraie. Par exemple, sous l'hypothèse de Riemann, le terme d'erreur dans le théorème des nombres premiers est {\displaystyle O(x^{1/2+\varepsilon })}.
Au début du XXe siècle, G. H. Hardy et Littlewood ont prouvé de nombreux résultats sur la fonction zêta dans le but de prouver l'hypothèse de Riemann. En 1914, Hardy a prouvé qu'il y a une infinité de zéros de la fonction zêta sur la bande critique {\displaystyle \Re (z)=1/2}. Cela a conduit à plusieurs théorèmes décrivant la densité des zéros sur la bande critique.